# Griselda Restrepo
Griselda Janeth Restrepo Gallego (Palmira, Valle del Cauca; 9 de junio de 1964) es una abogada y política colombiana. 
Sucedió a Clara López en el Ministerio del Trabajo. Es miembro del Partido Liberal Colombiano y ha sido elegida por elección popular para integrar el Senado y la Cámara de Representantes de Colombia.

## Estudios
Es abogada graduada de la Seccional Cali de la Universidad Libre. Adicionalmente, obtuvo títulos de Especialización en Derecho Constitucional y Gobierno Municipal.

## Carrera profesional
A muy temprana edad fue integrante de la Junta de Acción Comunal y Reina Cívica del barrio El Prado. Esta designación le valdría, posteriormente, uno de sus primeros empleos como promotora turística en la Corporación de Turismo del Valle y luego Jefe Departamental de Inspectores.[cita requerida] Fue secretaria de la Vieja Casona Liberal de Palmira.[cita requerida]
Fue concejal de Palmira entre 1995 y 2000, a nombre del Partido Liberal con el respaldo del grupo político de la senadora María del Socorro Bustamante de Lengua ; en este último se postuló para ser elegida Alcaldesa de Palmira ocupando el tercer lugar. Para las elecciones legislativas de 2002 postuló a la Cámara de Representantes por su departamento, y obtuvo un escaño contra todos los pronósticos. Ese mismo año es designada como miembro de la Dirección Nacional Liberal, cargo que ejerce por algo más de siete meses.[cita requerida]
En 2003 es elegida por el Congreso Nacional de Mujeres Liberales como Secretaria Nacional de Participación de Mujeres al interior del partido, para un periodo bianual. En 2006 busca un escaño en el Senado, pero queda fuera por poco más de 3000 votos. Algunos meses después es designada Secretaria de Gobierno del Valle del Cauca, por el gobernador Angelino Garzón, ejerciendo hasta el final de su mandato en diciembre de 2007 y recibiendo en varias oportunidades el encargo como Gobernadora del Valle.[cita requerida] El 14 de mayo de 2008 asumió como Senadora en reemplazo de Guillermo Gaviria quien hizo dejación del cargo.[cita requerida]
Se llevó el protagonismo en las elecciones presidenciales de mayo de 2010 en el Valle del Cauca al ser la portavoz del partido Liberal en la región.[cita requerida]
Hoy, es Diputada del Valle del Cauca,pues la Ley 1909 de 2018, o Estatuto de Oposición, señala que la segunda mejor votación para cargos de elección popular como alcaldes, gobernadores y presidente tendrá asiento en la corporación que hace las veces de vigilancia y control del gobernante.

## Congresista de Colombia
En las elecciones legislativas de Colombia de 2006, Restrepo Gallego fue elegida senadora de la república de Colombia.
En las elecciones legislativas de Colombia de 2002, Restrepo Gallego fue elegida miembro de la Cámara de Representantes de Colombia con un total de 25.338 votos.

### Iniciativas
El legado legislativo de Griselda Janeth Restrepo Gallego se identificó por su participación en las siguientes iniciativas desde el congreso:

- Declara monumento nacional y patrimonio histórico el Templo Parroquial La Santísima Trinidad, municipio de Palmira - departamento del Valle del Cauca.[6]
- Crear la Comisión Legal para la Equidad de la Mujer del Congreso de la República de Colombia (Aprobado).[7]
- Modifica las funciones del Banco de la República (Archivado).[8]
- Construir una política de Estado para las víctimas, sobre la base de la justicia, verdad y reparación (Retirado).[9]
- Crear la estampilla Prodesarrollo de la Unidad Central del Valle del Cauca - UCEVA (Aprobado).[10]
- Crear la estampilla Pro-desarrollo de la Universidad del Valle (Archivado).[11]
- Reforma el Código Disciplinario Único (Archivado).[12]
- Normas sobre fabricación, almacenamiento, transporte, comecialización, manipulación y uso de pólvora (Archivado).[13]
- Reformar las funciones del congreso en tareas como, el número de parlamentarios que deban radicar la propuesta; el margen de la votación y el órgano del trámite respectivo (Archivado).[14]

## Carrera política
Su trayectoria política se ha identificado por:

### Partidos políticos
A lo largo de su carrera ha representado los siguientes partidos:
| Partido político | Fecha Inicio         | Fecha Fin           |
| Partido Liberal  | 19 de agosto de 2008 | 19 de julio de 2010 |
| Partido Liberal  | 20 de julio de 2002  | 19 de julio de 2006 |

### Cargos públicos
Entre los cargos públicos ocupados por Griselda Janeth Restrepo Gallego, se identifican:
| Cargo público             | Partido político             | Fecha Inicio        | Fecha Fin               |
| Representante a la Cámara | Partido Liberal              | 20 de julio de 2002 | 19 de julio de 2006     |
| Concejal Palmira, Valle   | Partido Liberal              | 1 de enero de 1998  | 31 de diciembre de 2000 |
| Concejal Palmira, Valle   | Partido Liberal              | 1 de enero de 1995  | 31 de diciembre de 1997 |
| Diputada, Valle           | Polo Democrático Alternativo | 1 de enero de 2020  | 31 de diciembre de 2023 |